# Trimalaconothrus humeratus
Trimalaconothrus humeratus är en kvalsterart som beskrevs av P. Balogh 1997. Trimalaconothrus humeratus ingår i släktet Trimalaconothrus och familjen Malaconothridae. Inga underarter finns listade i Catalogue of Life.